# Вроцлав-Миколаюв

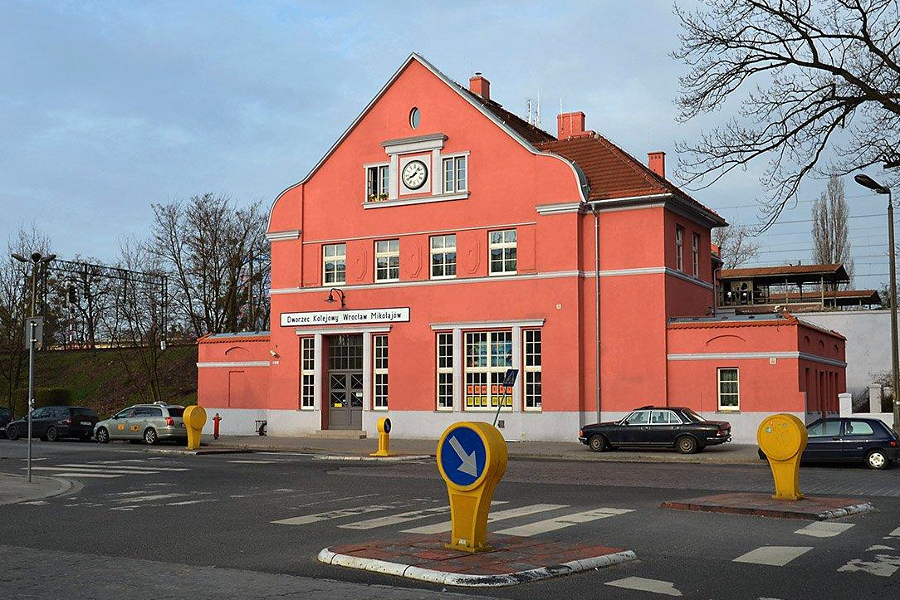
Вроцлав-Миколаюв

Вроцлав-Миколаюв (пол. Wrocław Mikołajów) — залізнична станція (раніше зупинний пункт та колійний пост керований зі станції Вроцлав-Поповиці) в місті Вроцлаві, в Нижньосілезькому воєводстві Польщі. Має дві платформи.
Колійний пост Бреслау-Ніколайтор (нім. Breslau Nicolaitor) створений у 1906 році. Зупинний пункт Ніколайтор (нім. Haltepunkt Nikolaitor) побудований у 1914 році, коли ця територія була у складі Німецької імперії. Назва «Вроцлав-Миколаюв» затверджена в 1945 році. Капітальний ремонт вокзалу провели в 2010—2011 роках. У результаті реконструкції в квітні 2015 року створена пасажирська станція.